# Reacție Ullmann
Reacția Ullmann  sau cuplarea Ullmann este o reacție de cuplare ce are loc între halogenuri de aril (compuși halogenați aromatici) și cupru metalic. Reacția a fost denumită după chimistul german Fritz Ullmann.

## Mecanism de reacție
Mecanism reacției Ullmann este intens studiat, însă complicații în descrierea acestuia apar datorită faptului că reacția se desfășoară în mediu eterogen, în special dacă se utilizează cupru metalic. Cel mai probabil există etape secvențiale de adiție oxidativă/eliminare reductivă. Specii de cupru trivalent au fost observate rar, însă au fost menționate pentru acest tip de cataliză. Se speculează că apar ca intermediari compuși organo-cuprici de cupru monovalent (I), precum ArCu și CuX, și de cupru divalent (II), precum ArCuX. Mai jos se regăsește mecanismul de obținere al bifenilului, plecând de la un  halogeno-benzen și cupru, reacție care are loc la 200 ° C:

## Exemple
După cum s-a menționat, reacție de cuplare Ullmann ajută la obținerea unor compuși biarilici, precum este bifenilul Reacția este aplicabilă și unor derivați halogenați aromatici substituiți, precum nitroderivați:
Un alt exemplu de cuplare biarilică este conversia orto-cloronitrobenzenului la 2,2'-dinitrobifenil, reacție care se realizează cu un aliaj de cupru-bronz.
De asemenea, reacția se poate aplica și sub formă de policondensare:

## Versiuni
Versiunea clasică a reacției Ullmann necesită condiții energetice de reacție și adesea evoluează cu randamente inconsecvente. Datorită acestor dezavantaje, au fost introduse multe variante alternative. Printre acestea se numără cuplările catalizate de nichel și paladiu, care necesită condiții mai blânde de reacție, însă randamentele sunt tot modeste. În sinteza organică reacția Ullmann a fost înlocuită de reacții de cuplare încrucișată realizate cu paladiu, precum: reacția Heck, cuplarea Hiyama și cuplarea Sonogashira.